# Avió

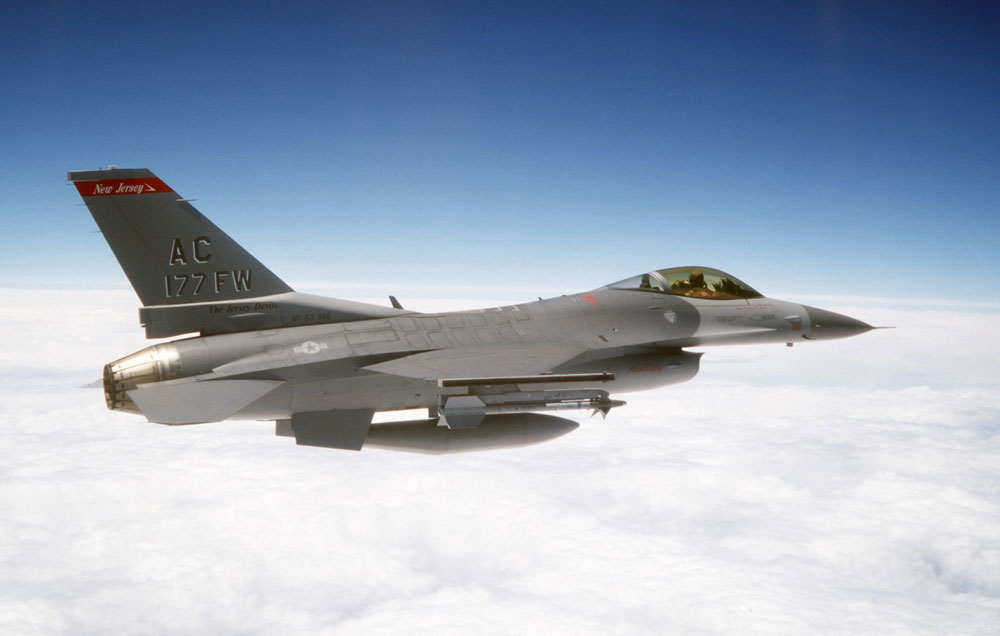
Un avió militar F-16 Fighting Falcon

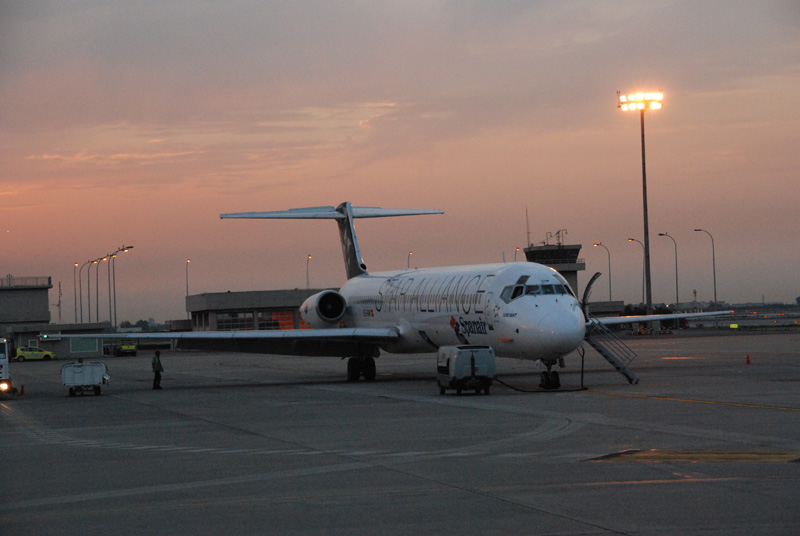
Avió comercial de passatgers a l'aeroport del Prat (Barcelona)

Un avió (provinent del llatí avis, au) és una aeronau, més pesant que l'aire, capaç de volar per l'atmosfera. Conté un cos, a la part frontal, en el qual s'ubica la cabina de pilotatge, i a la part restant del cos hi viatgen els passatgers o la càrrega. Un avió ha de contenir unes ales que li permeten mantenir a l'aire a través del concepte de la sustentació. L'avió té una cua a la part de darrere, formada per: un timó i timons de profunditat, cua que permet una millor maniobrabilitat i estabilitat. Per l'ús a què es destinen es poden classificar en avions de passatgers, de càrrega, militars (caces, bombarders, espia…), d'acrobàcia, apagafocs, etc. Pot ser d'un o més motors, situats al cos o a les ales de l'avió, segons el model, o bé no tenir motor (en aquest cas l'avió és un planador).

## Història
El somni de poder volar comença a la prehistòria, on els primers homes ja es preguntaven com volar. Moltes llegendes i mites de l'antiguitat expliquen històries de vols, com és el cas del vol grec d'Ícar. Leonardo da Vinci, entre altres inventors visionaris, va dissenyar un avió al segle xv. Amb el primer vol realitzat pel ser humà (Jean-François Pilâtre de Rozier i François d'Arlandes) en un aparell més lleuger que l'aire, un globus. Llavors, el desafiament més gran va passar a ser la construcció d'una màquina més pesant que l'aire però que pogués volar pels seus propis mitjans.

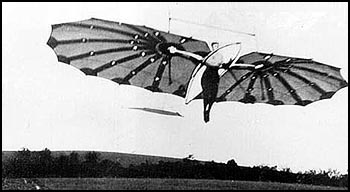
"The Hawk" (el falcó), un dels planadors de Percy Pilcher.

Anys d'investigació per moltes persones que volien aconseguir aquell repte, van ser molt pobres i lents, però continuats. El 28 d'agost de 1883, John J. Montgomery va ser la primera persona a fer un vol controlat amb una màquina més pesant que l'aire, un planador. Altres aviadors que van fer vols semblants en aquella època van ser Otto Lilienthal, Percy Pilcher i Octave Chanute. Després, el francès Clément Ader (1841-1925), va ser el primer que va fer volar un aparell, l'Èol (Eole), amb un motor de vapor.
Aquest enginy ostenta el molt discutit títol de primer aparell més pesant que l'aire capaç d'enlairar-se del terra pels seus propis mitjans (sembla que va recórrer uns 50 m a una altura de 20 cm, el 9 d'octubre de 1890), i el de ser la primera màquina denominada avió, ja que així va ser inscrit pel seu constructor en la patent. De totes maneres és difícil qualificar-lo com a tal, ja que aquest aparell no té gairebé controls amb els quals governar les seves evolucions, a més de comptar amb un disseny de les ales molt semblant a les d'un rat-penat, que com es demostraria més tard, no era el més eficaç.
De manera que, generalment, es considera com el primer avió de la història, el Flyer, dissenyat, construït i pilotat pels germans nord-americans Wright. Wilbur Wright (1867-1912) i Orville Wright (1871-1948) van treballar junts en el desenvolupament de l'aeronàutica.
L'any 1903 van construir la seva primera hèlice segons càlculs originals. Era un 35% més efectiva que altres hèlices que funcionaven en aquella època. Seguidament van construir un avió de 337 kg amb un motor de 12 cavalls de vapor (CV).
El 17 de desembre de 1903 a Kill Devil Hills, prop de Kitty Hawk a l'estat de Carolina del Nord (EUA), van efectuar el primer vol que va durar 1 minut aproximadament. El Flyer va recórrer uns 135 m a una alçada d'uns 7 m i una velocitat de 48 km/h. Aquell mateix dia, Wilbur Wright va realitzar un vol més llarg, que va durar uns 85 segons.
Crítics dels germans Wright afirmen que aquest vol no va tenir testimonis considerables (4 salvavides i un noi), donat l'aïllament en el qual van ser realitzades les proves. Un altre factor que desmereix tal proesa va ser l'ús d'una catapulta, per a l'enlairament de la nau creada pels germans, el Flyer.

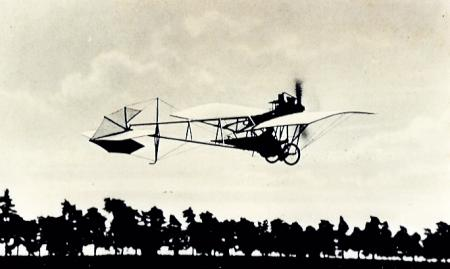
Demoiselle d'Alberto Santos Dumont

El 1905, els Wright van recórrer 25 milles, volant durant 30 minuts sense tocar terra. Altres inventors com Henri Farman, van millorar l'invent dels germans Wright.
De fet, Santos-Dumont va ser realment la primera persona a realitzar un vol en una aeronau més pesant que l'aire per mitjans propis, ja que el Flyer dels germans Wright sols va deixar la necessitat de la catapulta el 1908. Realitzat a París, França el 12 de novembre de 1906, no només va ser ben testimoniat per locals i per la premsa, sinó també per diversos aviadors, autoritats i amb la supervisió de l'Aéro-Club de France.
Malgrat aquestes proves documentades en la premsa de l'època, Santos Dumont és considerat com el creador de l'aviació moderna només al Brasil, i, en menor escala, a França, Portugal i Catalunya, sent un assumpte molt controvertit fins avui.
Després de la primera guerra mundial els enginyers van entendre que el desenvolupament de l'hèlice havia arribat al seu límit i van començar a investigar en el mètode de propulsió. El 1930 es patenten les primeres turbines i en 1939 Heinkel realitza el primer vol a reacció de la història.
Avui en dia, els avions més reconeguts en l'aviació comercial són els Boeing. Encara que a mitjans de l'any 2007 entrarà en funcionament el nou Airbus A380 que amb una capacitat per a 800 persones superarà les 500 que pot transportar el Boeing de major capacitat.

## Estructura

### L'ala
L'ala és una superfície que sustenta l'avió en l'aire a causa de l'efecte aerodinàmic i contraresta l'acció de la gravetat. Són informes mòbils que provoquen diferents efectes en el curs del vol: els dispositius hipersustentadors, els alerons, els spoilers i els slats. Els dispositius hipersustentadors permeten, en moviment, augmentar la sustentació. Els alerons permeten, en moviment, fer girar l'avió. A les ales també es troben els compartiments de combustible. Hi ha diversos tipus d'ales per als avions: simitarra, delta, doble delta, canard, fletxa, fletxa invertida, gavina.

Recta de corda constant.
Trapezoïdal (recta estreta).
El·líptica
Fletxa
Fletxa invertida
Doble fletxa
Fletxa variable
Delta
Delta amb timons canard
Delta amb timons del darrere
Doble delta
Ogival

### Buc o fuselatge

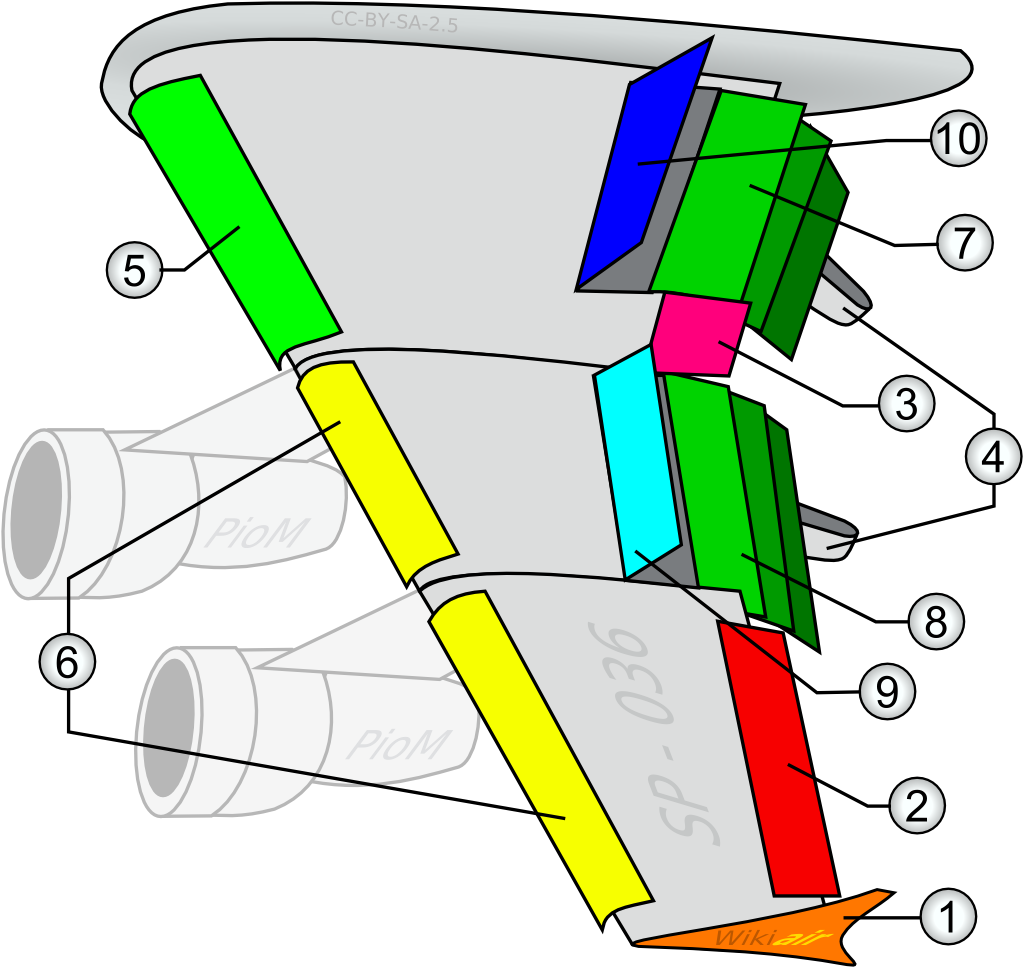
Parts de l'ala:
1. Winglet
2. Aleró de baixa velocitat
3. Aleró d'alta velocitat
4. Dispositiu hipersustentador
5. Dispositius hipersustentadors de Krüger
6. Slats
7. Flap de 3 sèries interior
8. Flap de 3 sèries exterior
9. Spoilers
10 Spoilers-Frens d'aire.

El buc és el cos de l'avió en el qual es troben la cabina de passatgers i la de comandament, així com els compartiments de càrrega.

### Sistemes de control

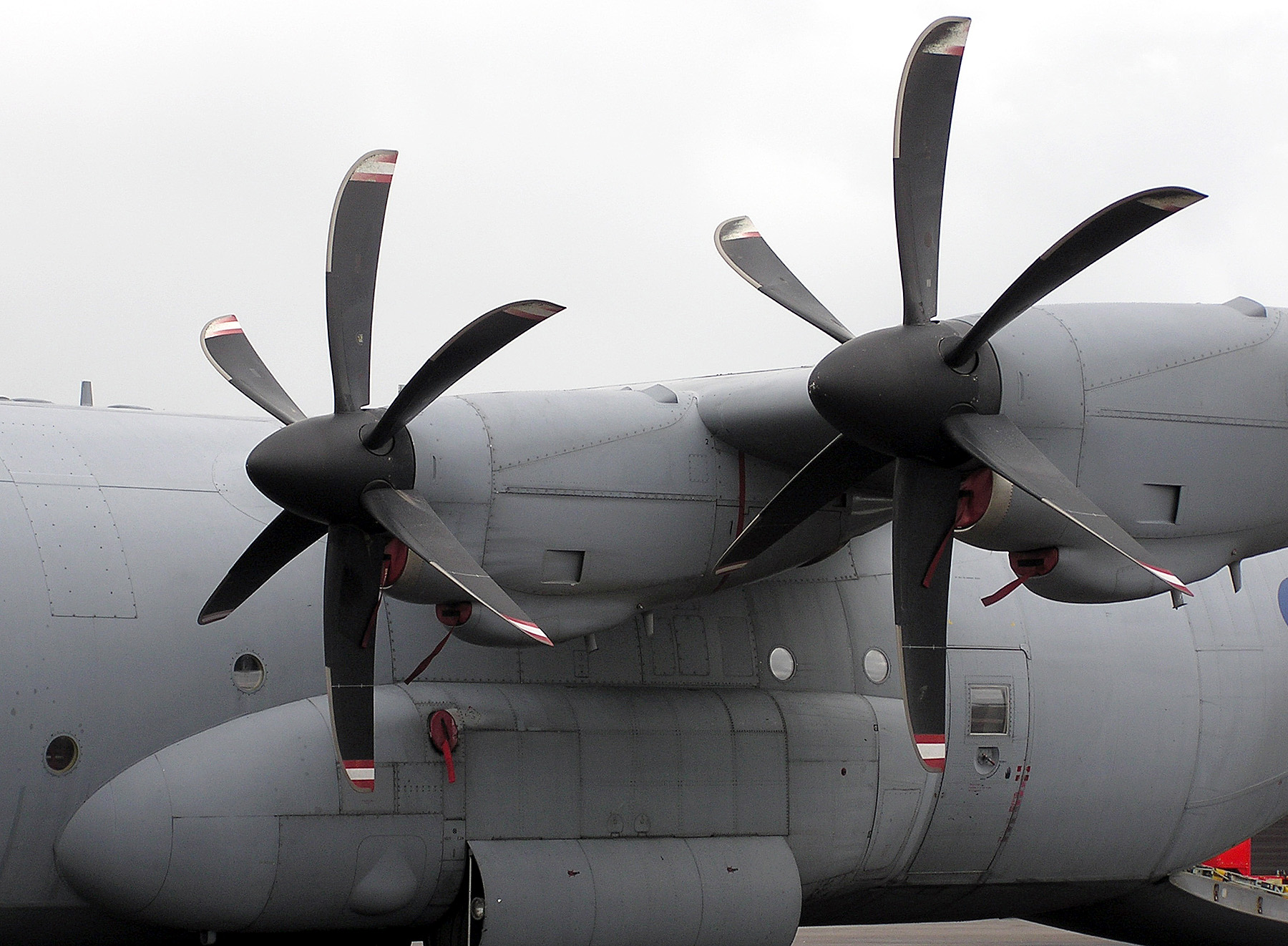
Turbohèlices d'un avió de transport militar C-130 Hercules de la Royal Air Force.

Els sistemes de control són totes les parts mòbils de l'avió que en ser utilitzades canviant-les de posició, provocaran un efecte aerodinàmic:
- Alerons: Situats a la part exterior de l'ala. Serveixen per controlar el balanceig.
- Flaps: Situats a la part interior de l'ala, i en alguns models també a vora d'atac. Serveixen per incrementar la curvatura de l'ala i augmentar la sustentació.
- Timó de direcció: Situat a l'empenatge de cua en posició vertical. Serveix per controlar la direcció.
- Timons de profunditat: Situats quasi sempre a l'empenatge de cua en posició horitzontal. Serveix per controlar l'avió amunt i avall (Picada).
- Aerofrens: Situats actualment sobre les ales, antigament ho estaven als costats del fuselatge. Son superfícies destinades a fer caure la velocitat de l'avió.

### Grup motopropulsor
Són els motors que té l'avió per obtenir la propulsió que requereix per aconseguir enlairar-se i mantenir la sustentació així com seguir un curs determinat tot contrarestant l'efecte del vent. Els tipus de propulsors principals són:
- Motors de moviment alternatiu o de pistons: motors d'explosió o dièsel que accionen una o més hèlices. Exemples: Hispano Suiza V8, Rolls-Royce Merlin, Lycoming O-360.
- Motor de reacció: inclou turboreactors, turboventiladors i motors coet. En aquests motors l'impuls s'aconsegueix gràcies als gasos a alta pressió i temperatura que s'expulsen per la tovera. Exemple: Eurojet EJ200
- Turbohèlice o turboeix: sistema semblant a una turbina d'un turboreactor amb una hèlice acoblada que genera la major part de l'impuls. Exemple: Pratt & Whitney Canada PT6

### Tren d'aterratge
Els trens d'aterratge són uns dispositius, habitualment amb rodes, que s'usen en les maniobres terrestres, l'enlairament i l'aterratge de l'avió.

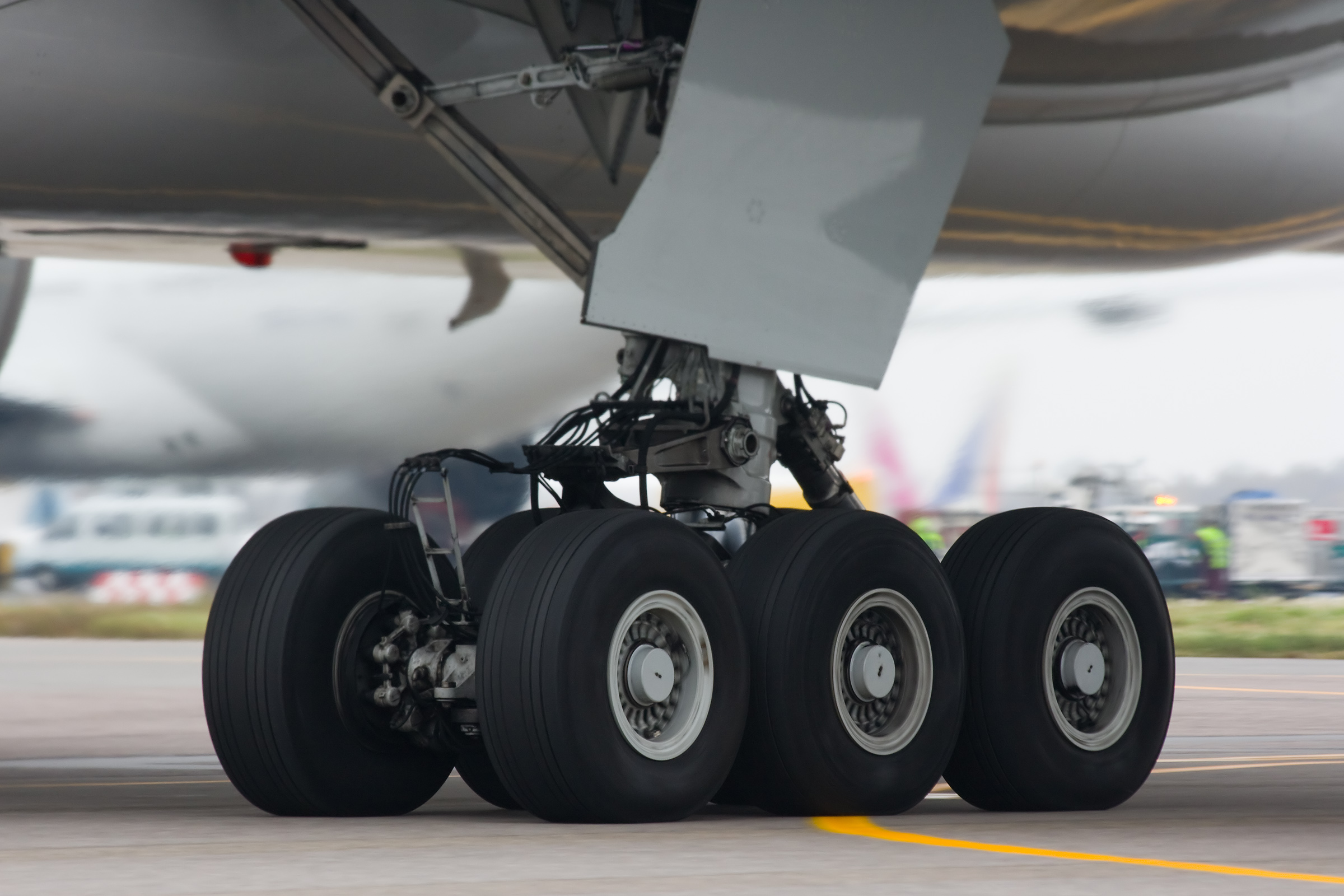
Un dels trens d'aterratge principal d'un Boeing 777

## Tipus d'avions
Es poden classificar els avions segons diversos criteris. D'acord amb el seu ús podem distingir els tipus generals següents:
- Avions comercials:  avions de gran mida amb rutes establertes dissenyats principalment per transportar passatgers a gran distància. Alguns d'ells són modificats per al transport de càrrega. Exemples notables: Boeing 747, Airbus A330.
- Avions de negocis: Avions, generalment de reacció, utilitzats per al transport d'un grup petit de persones.
- Avions de transport: son avions dissenyats pel transport de mercaderies més que pel de passatgers tot i que, molts d'ells, eren derivats de models de transport de passatgers. Exemples notables: Canadair CL-44, CASA CN-235.
- Avions d'aviació general:  generalment anomenats avionetes, utilitzades per particulars o petites empreses en rutes puntuals. Permeten transportar un nombre reduït de passatgers o càrrega a distàncies curtes i mitjanes. Exemples notables: Cessna 182, Diamond DA40.
- Avions militars de combat: amb grans prestacions, es poden utilitzar tant per atacar d'altres avions com per a destruir objectius de terra o mar. Generalment compten amb un o dos pilots (sense capacitat per a passatgers) i disposen de diversos punts forts on transportar-hi armes com bombes o míssils. Un exemple notable n'és el caça bombarder F/A-18 Hornet.
- Avions militars de transport:  avió de càrrega utilitzat per al transport de tropes, vehicles i material militar. Alguns estan preparats per a aterrar en pistes no preparades o per a permetre el llançament de paracaigudistes durant el vol. Exemples importants en són el C-130 Hercules o el CASA C-295.

## Com gira un avió
L'avió gira a l'aire gràcies a les seves superfícies de control. Per girar, un avió s'ha d'inclinar, amb l'ajuda dels alerons, situats a les ales; un a l'esquerra i un a la dreta. Els alerons s'uneixen de manera que quan un puja, l'altre baixa, el que provoca una major propulsió a un costat que l'altre, així l'avió s'inclina i gira.
Per girar sense inclinar es fa servir el timó de direcció, situat verticalment a la cua. Quan el timó va a l'esquerra l'avió va a l'esquerra i quan va a la dreta l'avió gira a la dreta. Aquest gir és semblant al dels vaixells.
Els timons de profunditat, situats perpendicularment al timó, es mouen amunt i avall. Per fer ascendir l'avió has de pujar els timons de profunditat i si vols baixar s'han de moure cap a baix.

Acció d'alerons: guerxament
Acció del timó de profunditat: capcineig
Acció del timó de direcció: guinyada

## Com vola un avió
El 1903, els germans Wilbur i Orville Wright van ser els primers a volar amb un biplà propulsat a motor. Aquella gesta va marcar l'inici de la història de l'aviació. Des de llavors, al voltant de la ciència aeroespacial hi ha hagut tota mena de desenvolupaments tecnològics, però cap no hauria servit de res si no s'hagués aconseguit abans el que l'home buscava des de feia segles: guanyar la batalla a la llei de la gravitació universal, enunciada per Newton, amb una altra llei física coneguda com el principi de Bernoulli, en què es va basar el principi de la sustentació dels avions. Ambdues demostracions són contemporànies, amb la qual cosa la teoria estava anunciada des del segle xviii. Es tractava d'aconseguir anul·lar la força calculada per Newton sobre un objecte, l'avió aplicant-hi el que assegurava Bernoulli: quan augmenta la velocitat de l'aire, la pressió disminueix.
A partir d'aquí, encara que són moltes més les variants que condicionen el vol, l'explicació més senzilla per poder entendre les raons per les quals volen els avions se centra en la forma de les ales. La sustentació s'aconsegueix gràcies al fet que l'ala està corbada a la part superior. Aquest fet provoca que el corrent d'aire que passa per sobre l'ala hagi de fer més recorregut que a la passada per sota. El corrent d'aire que circula per la part superior de l'ala anirà més ràpida que la passada per la banda inferior, ja que la de sobre ha d'arribar al mateix temps que la de sota. En anar més ràpid el corrent superior, provoca una disminució de la pressió de sobre l'ala i, per tant, un augment de la pressió de sota l'ala. Del conjunt de pressions s'esdevé una propulsió en direcció oposada a la gravetat; cap al cel. La propulsió queda mig contrarestada per la gravetat així, s'arriba a un equilibri. Si no s'arribés a l'equilibri l'avió, seria massa propulsat cap al cel i es perdria o bé aniria cap a terra. Per tant, podem dir que l'equilibri permet que l'avió quedi suspès a l'aire.
Així i tot, abans de solcar el cel ha d'aconseguir alçar-se. A la capçalera de la pista, el pilot posa els motors a la màxima potència, però amb els frens accionats. La potència màxima depèn de les característiques de l'aeronau, del nombre de passatgers i de la distància que es recorrerà, dades que determinaran la quantitat de combustible necessària per al vol. Tot això ho tenen molt en compte els dissenyadors, perquè els motors de l'aparell han d'aconseguir una força equivalent a la tercera part del pes total. Per exemple, en un avió comercial de 100 passatgers i 50 tones de pes, cada motor necessitaria tenir vuit tones de força per a aconseguir enlairar-se. Quan s'assoleix la velocitat, l'aparell recorre la pista fins que el pilot eleva el morro de l'avió amb el maneig dels flaps (dispositius hipersustentadors) de cua, que fa pivotar l'avió i les ales augmenten així la força de sustentació, cosa que permet l'enlairament.

## Com aterra un avió
El vol conclou amb l'operació més difícil, l'aterratge. Es tracta d'una maniobra complexa en què intervenen molts factors: la direcció del vent, les turbulències, la selecció del camp, els obstacles, el planatge i l'efecte terra. Tot culmina amb el flare, és a dir, l'operació amb què s'obren els flaps amb el propòsit d'oferir més superfície a les ales per a aconseguir que, amb menys velocitat, l'avió continuï subjecte en l'aire. Les ales, en certa manera, es converteixen en una espècie de paracaigudes. Quan el tren d'aterratge toca terra, els motors reorienten les aspes de les turbines i la força, de manera que, en comptes de produir l'avanç de l'avió, el frenen.